# Bom Jesus de Santa Teresa (galeão)
O Bom Jesus de Santa Teresa foi uma geleão português. 
Foi o navio capitânia que fez parte da Esquadra Enviada para a Restauração da Ilha Terceira em 1642.
Era um galeão de 850 toneladas e continha 60 peças de artilharia. Esteve ao serviço na Marinha de Guerra Portuguesa pelo menos de 1641 a 1642.